# Командний чемпіонат Європи із шахів
Командний чемпіонат Європи з шахів — турнір серед найкращих шахових збірних країн Європи, який проходить під егідою ФІДЕ з 1957 року. Спочатку передбачалося, що турнір буде проводитися раз на 4 роки, але терміни його проведення неодноразово зсувалися. Із 1997 року чемпіонат проводиться стабільно щодва роки.
Формат чемпіонату також неодноразово змінювався. Перші вісім турнірів проводилися в два етапи. Спочатку команди змагалися у підгрупах, пізніше найкращі з них проводили фінальний круговий турнір. З 1989 року чемпіонати проводяться в один етап за швейцарською системою. Кількість шахівниць, на яких проводили матчі, поступово скорочувалася. Під час перших чотирьох чемпіонатів матчі проходили на десяти шахівницях, з 1973 року — на восьми, 1989 року — на шести, з 1992 року — на чотирьох шахівницях.
Жіночі командні чемпіонати Європи почали проводити з 1992 року. Усі жіночі турніри проводилися за швейцарською системою у 9 турів. Під час перших п'яти чемпіонатів матчі проводилися на двох дошках, з 2005 року на чотирьох дошках.

### Чоловіки
| Рік  | Місце проведення | Золото                                                                               | Срібло                                                                                    | Бронза                                                                                  |
| 1957 | Відень           | СРСР                                                                                 | Югославія                                                                                 | Чехословаччина                                                                          |
| 1961 | Обергаузен       | СРСР                                                                                 | Югославія                                                                                 | Угорщина                                                                                |
| 1965 | Гамбург          | СРСР                                                                                 | Югославія                                                                                 | Угорщина                                                                                |
| 1970 | Капфенберг       | СРСР                                                                                 | Угорщина                                                                                  | НДР                                                                                     |
| 1973 | Бат              | СРСР                                                                                 | Югославія                                                                                 | Угорщина                                                                                |
| 1977 | Москва           | СРСР                                                                                 | Угорщина                                                                                  | Югославія                                                                               |
| 1980 | Скара            | СРСР                                                                                 | Угорщина                                                                                  | Англія                                                                                  |
| 1983 | Пловдив          | СРСР                                                                                 | Югославія                                                                                 | Угорщина                                                                                |
| 1989 | Хайфа            | СРСР                                                                                 | Югославія                                                                                 | Німеччина                                                                               |
| 1992 | Дебрецен         | Росія                                                                                | Україна Василь Іванчук Олександр Бєлявський Олег Романишин В'ячеслав Ейнгорн Ігор Новіков | Англія                                                                                  |
| 1997 | Пула             | Англія                                                                               | Росія                                                                                     | Вірменія                                                                                |
| 1999 | Батумі           | Вірменія                                                                             | Угорщина                                                                                  | Німеччина                                                                               |
| 2001 | Леон             | Нідерланди                                                                           | Франція                                                                                   | Німеччина                                                                               |
| 2003 | Пловдив          | Росія                                                                                | Ізраїль                                                                                   | Грузія                                                                                  |
| 2005 | Гетеборг         | Нідерланди                                                                           | Ізраїль                                                                                   | Франція                                                                                 |
| 2007 | Іракліон         | Росія                                                                                | Вірменія                                                                                  | Азербайджан                                                                             |
| 2009 | Новий Сад        | Азербайджан                                                                          | Росія                                                                                     | Україна Павло Ельянов Андрій Волокітін Захар Єфименко Юрій Дроздовський Юрій Криворучко |
| 2011 | Порто Каррас     | Німеччина                                                                            | Азербайджан                                                                               | Угорщина                                                                                |
| 2013 | Варшава          | Азербайджан                                                                          | Франція                                                                                   | Росія                                                                                   |
| 2015 | Рейк'явік        | Росія                                                                                | Вірменія                                                                                  | Угорщина                                                                                |
| 2017 | Лімін-Херсонісу  | Азербайджан                                                                          | Росія                                                                                     | Україна Павло Ельянов Юрій Криворучко Руслан Пономарьов Юрій Кузубов Мартин Кравців     |
| 2019 | Батумі           | Росія                                                                                | Україна Василь Іванчук Юрій Кузубов Андрій Волокітін Олександр Моїсеєнко Володимир Онищук | Англія                                                                                  |
| 2021 | Чатеж-об-Саві    | Україна Антон Коробов Андрій Волокітін Юрій Кузубов Кирило Шевченко Володимир Онищук | Франція                                                                                   | Польща                                                                                  |

### Жінки
| Рік  | Місце проведення | Золото                                                                         | Срібло                                                                       | Бронза                                                                           |
| 1992 | Дебрецен         | Україна Аліса Галямова-Іванчук Марта Літинська Ірина Челушкіна                 | Грузія                                                                       | Азербайджан                                                                      |
| 1997 | Пула             | Грузія                                                                         | Румунія                                                                      | Англія                                                                           |
| 1999 | Батумі           | Словаччина                                                                     | Югославія                                                                    | Румунія                                                                          |
| 2001 | Леон             | Франція                                                                        | Молдова                                                                      | Англія                                                                           |
| 2003 | Пловдив          | Вірменія                                                                       | Угорщина                                                                     | Росія                                                                            |
| 2005 | Гетеборг         | Польща                                                                         | Грузія                                                                       | Росія                                                                            |
| 2007 | Іракліон         | Росія                                                                          | Польща                                                                       | Вірменія                                                                         |
| 2009 | Новий Сад        | Росія                                                                          | Грузія                                                                       | Україна Катерина Лагно Наталя Жукова Анна Ушеніна Інна Гапоненко Наталя Здебська |
| 2011 | Порто Каррас     | Росія                                                                          | Польща                                                                       | Грузія                                                                           |
| 2013 | Варшава          | Україна Катерина Лагно Анна Ушеніна Марія Музичук Наталя Жукова Інна Гапоненко | Росія                                                                        | Польща                                                                           |
| 2015 | Рейк'явік        | Росія                                                                          | Україна Марія Музичук Анна Музичук Наталя Жукова Анна Ушеніна Інна Гапоненко | Грузія                                                                           |
| 2017 | Крит             | Росія                                                                          | Грузія                                                                       | Україна Анна Музичук Наталя Жукова Анна Ушеніна Інна Гапоненко Юлія Осьмак       |
| 2019 | Батумі           | Росія                                                                          | Грузія                                                                       | Азербайджан                                                                      |
| 2021 | Чатеж-об-Саві    | Росія                                                                          | Грузія                                                                       | Азербайджан                                                                      |

## Загальний залік призерів
| Чоловіки | Чоловіки    | Чоловіки | Чоловіки | Чоловіки | Чоловіки |
| №        | Країна      | Gold     | Silver   | Bronze   | Разом    |
| -------- | ----------- | -------- | -------- | -------- | -------- |
| 1        | СРСР        | 9        | 0        | 0        | 9        |
| 2        | Росія       | 5        | 3        | 0        | 8        |
| 3        | Азербайджан | 3        | 1        | 1        | 5        |
| 4        | Нідерланди  | 2        | 0        | 0        | 2        |
| 5        | Україна     | 1        | 2        | 2        | 5        |
| 6        | Вірменія    | 1        | 2        | 1        | 4        |
| 7        | Англія      | 1        | 0        | 3        | 4        |
| 8        | Німеччина   | 1        | 0        | 2        | 3        |
| 9        | Югославія   | 0        | 6        | 1        | 7        |
| 10       | Угорщина    | 0        | 4        | 6        | 10       |
| 11       | Франція     | 0        | 2        | 1        | 3        |
| 12       | Ізраїль     | 0        | 2        | 0        | 2        |
| 13       | Чехія       | 0        | 0        | 1        | 1        |
| =        | НДР         | 0        | 0        | 1        | 1        |
| =        | Грузія      | 0        | 0        | 1        | 1        |
| =        | Німеччина   | 0        | 0        | 1        | 1        |
| =        | Польща      | 0        | 0        | 1        | 1        |

| Жінки | Жінки       | Жінки | Жінки  | Жінки  | Жінки |
| №     | Країна      | Gold  | Silver | Bronze | Разом |
| ----- | ----------- | ----- | ------ | ------ | ----- |
| 1     | Росія       | 7     | 0      | 2      | 9     |
| 2     | Україна     | 2     | 1      | 2      | 5     |
| 3     | Грузія      | 1     | 6      | 2      | 9     |
| 4     | Польща      | 1     | 2      | 0      | 3     |
| 5     | Вірменія    | 1     | 0      | 1      | 2     |
| 6     | Франція     | 1     | 0      | 0      | 1     |
| =     | Словаччина  | 1     | 0      | 0      | 1     |
| 8     | Румунія     | 0     | 1      | 1      | 2     |
| 9     | Угорщина    | 0     | 1      | 0      | 1     |
| =     | Молдова     | 0     | 1      | 0      | 1     |
| =     | Югославія   | 0     | 1      | 0      | 1     |
| 12    | Азербайджан | 0     | 0      | 3      | 3     |
| 13    | Англія      | 0     | 0      | 2      | 2     |